# Agathotoma apocrypha
Agathotoma apocrypha is een slakkensoort uit de familie van de Mangeliidae. De wetenschappelijke naam van de soort is voor het eerst geldig gepubliceerd in 2008 door Garcia.